# Nadine Netter
Nadine Netter (26 ottobre 1944) è un'ex tennista statunitense.

## Carriera
Nei tornei del Grande Slam ha ottenuto il suo miglior risultato raggiungendo i quarti di finale di doppio agli US Open nel 1968, in coppia con la connazionale Patricia Cody.